# Nené Cascallar
Nené Cascallar (Buenos Aires, 11 de junho de 1914—Buenos Aires, 16 de maio de 1982) foi uma autora e escritora argentina. Tornou-se conhecida por escrever El amor tiene cara de mujer, a qual a proporcionou diversos prêmios de televisão.

## Filmografia

### Cinema
- Cuatro en la frontera (1958)
- Malagueña (1956)
- Fuego sagrado (1950)

### Televisão
- Principessa
- Vivir enamorada
- Los que ayudan a Dios
- Cuatro hombres para Eva
- El amor tiene cara de mujer
- El cielo es para todos